# Bryobates coniformis
Bryobates coniformis es un coleóptero de la familia Chrysomelidae.
Fue descrita científicamente por primera vez en 1886 por Broun.